# Priceville
Priceville is een plaats (town) in de Amerikaanse staat Alabama, en valt bestuurlijk gezien onder Morgan County.

## Demografie
Bij de volkstelling in 2000 werd het aantal inwoners vastgesteld op 1631.
In 2006 is het aantal inwoners door het United States Census Bureau geschat op 2380, een stijging van 749 (45,9%).

## Geografie
Volgens het United States Census Bureau beslaat de plaats een oppervlakte van
13,4 km², geheel bestaande uit land.

## Plaatsen in de nabije omgeving
De onderstaande figuur toont de plaatsen in een straal van 24 km rond Priceville.